# Thomas Fässler (Chemiker)

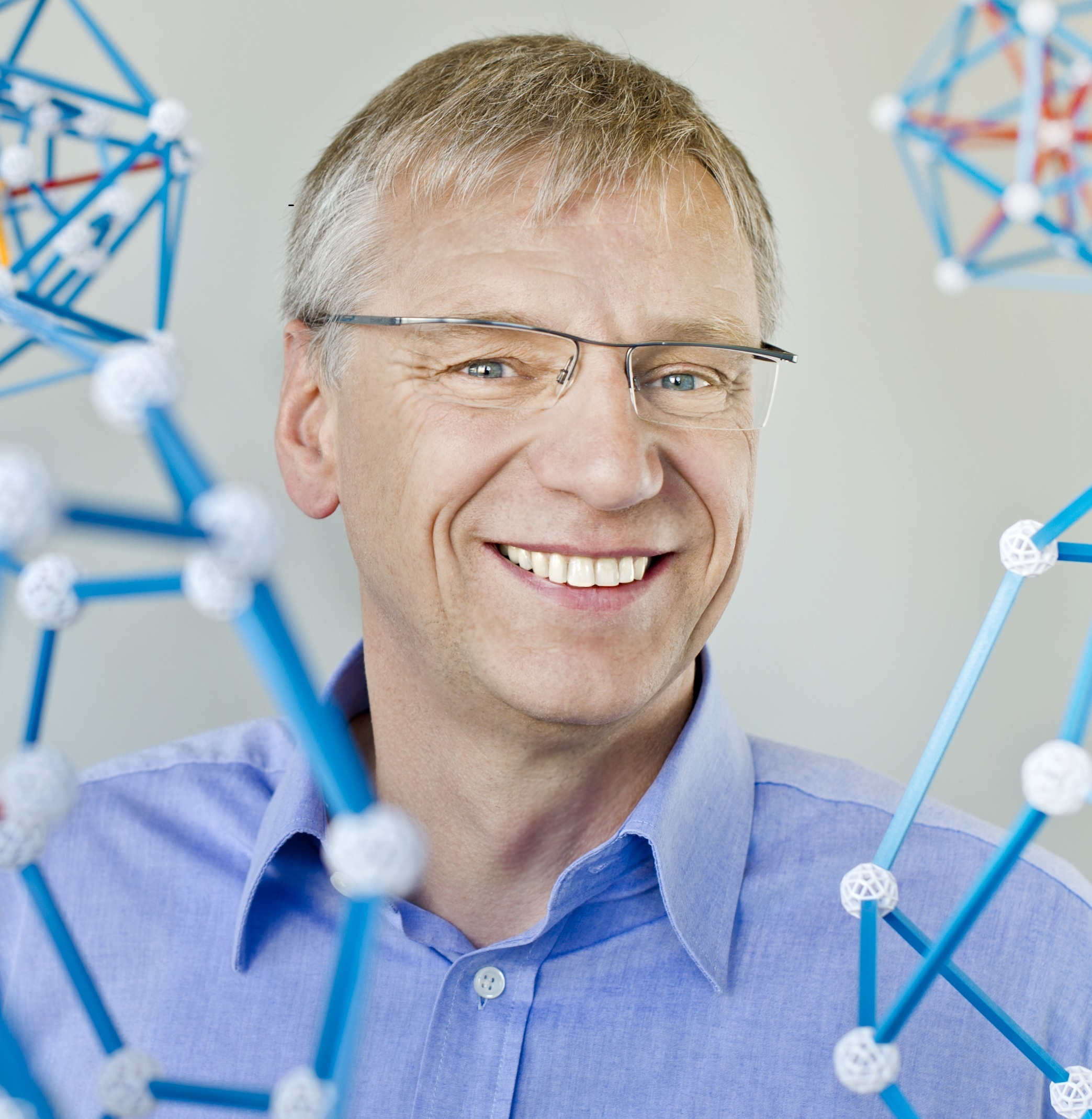
Thomas Fässler

Thomas F. Fässler (* 7. Februar 1959 in Bad Waldsee-Reute) ist ein deutscher Chemiker.

## Leben
Thomas Fässler studierte Chemie und Mathematik an der Universität Konstanz. Er wurde 1986 mit einer Dissertation über Eisencarbonylcluster zum Dr. rer. nat. promoviert, die er im Arbeitskreis von Gottfried Huttner an der Ruprecht-Karls-Universität Heidelberg anfertigte. Nach einem Post-Doc-Aufenthalt bei Jeremy Burdett an der University of Chicago (USA), wo er theoretische Studien zur Rekonstruktion von Metalloberflächen betrieb, begann er 1990 seine unabhängige Forscherkarriere im Umfeld von Reinhard Nesper an der ETH Zürich (Schweiz), wo er sich auch habilitierte. 2000 wurde Fässler als C4-Professor für Struktur und Festkörperchemie an die Technische Universität Darmstadt berufen und erwirkte die Wiedereröffnung des „Eduard-Zintl-Instituts für Anorganische und Physikalische Chemie“ an der TU Darmstadt. Im Jahr 2003 folgte der Ruf auf den Lehrstuhl für „Anorganische Chemie mit Schwerpunkt Neue Materialien“ an die Technische Universität München.

## Forschung
Fässler forscht im Grenzbereich zwischen anorganischer Molekülchemie und Festkörperchemie. Mit den in Kombination entwickelten neuen chemischen Synthesewegen verknüpft er Grundlagenforschung mit anwendungsorientierter Materialforschung. Im Mittelpunkt stehen die chemischen Verbindungsklassen Zintl-Phasen und Zintl-Ionen, die er in Hinblick auf Thermoelektrika und halbleitende Materialien, die Wärme bzw. Sonnenlicht in elektrische Energie wandeln, Supraleiter, die verlustfrei Strom leiten, sowie Materialien für Energiespeicher-Technologien wie Festelektrolyte untersucht. Die Synthesemethoden ermöglichen, kleine wohldefinierte (Halb‑)Metall-Atomcluster aus Legierungen in Lösung zu überführen, welche dann selbst die Basis für unkonventionelle Materialien wie z. B. mesostrukturierte Halbleiterfilme für hybride Solarzellen oder Dünnschichtelektroden bilden. Mit seinen Forschungsarbeiten im Grenzbereich der Disziplinen, tragen seine Arbeiten auch stark zum grundlegenden Verständnis der Stoffklassen bei. Er etablierte den Begriff intermetalloide Cluster für Verbindungen an der Grenze von komplexen Molekülen und Metalllegierungen, welcher das klassische Verständnis über den Aufbau der Stoffe erweitert.

## Auszeichnungen und Mitgliedschaften
- Gastprofessor an der Osaka University, Japan 2008
- Egon-Wiberg-Vorlesung 2013
- Vorsitzender der Wöhler-Vereinigung für Anorganische Chemie der Gesellschaft Deutscher Chemiker
- Herausgeber der Zeitschrift für anorganische und allgemeine Chemie, Wiley-VCH GmbH, Weinheim
- Wilhelm-Klemm-Preis, Gesellschaft Deutscher Chemiker, 2015
- Gastprofessor an der University of California, San Diego, USA 2018
- Rudolf-Hoppe-Vorlesung 2022
- Mitglied der Bayerischen Akademie der Wissenschaften 2023